# Eduardo Gudynas
Eduardo Gudynas Silinskas (Montevideo, 1960) es un biólogo y autor uruguayo especializado en Buen Vivir, medio ambiente y las alternativas al desarrollo, y está involucrado con varios movimientos sociales que buscan promover tales alternativas.
En 2015 fue seleccionado entre los 50 intelectuales más influyentes de América Latina y España por la revista digital española esglobal. En 2019 fue incluido en la lista de pensadores clave en temas de desarrollo dentro del libro de biografías Key Thinkers on Development editado por David Simon y publicado por Routledge. Escribe frecuentemente en diferentes diarios, revistas y portales web de Latinoamérica.

## Carrera
Es integrante del Centro Latinoamericano de Ecología Social (CLAES). Se desempeña como investigador asociado en la Universidad de California en Davis. Ha sido el primer latinoamericano en recibir la cátedra como Profesor Arne Naess en Ambiente y Justicia Global en 2016 por la Universidad de Oslo.

## Selección de obras
Gudynas ha escrito 10 libros y publicado muchos artículos en revistas académicas. Entre sus libros destacan:
- Muy lejos está cerca. Lima: RedGE, 2022.
- Extractivisms: Politics, Economy and Ecology Fernwood Publishing, 2021. ISBN 978-1773631769.
- Derechos y violencia en los extractivismos. Extrahecciones en Bolivia y América Latina (con O. Campanini y M. Gandarillas). Cochabamba: La Libre, 2020.
- Ciudadanía en movimiento: participación en conflictos ambientales (con Alain Santandreu). Montevideo: Ediciones Trilce, 1998. ISBN 978-9974321991.

La siguiente es una lista de los tres trabajos científicos más citados del investigador; para revisar el listado completo revise el perfil del investigador en Google Scholar.
- «Diez tesis urgentes sobre el nuevo extractivismo. Contextos y demandas bajo el progresismo sudamericanos actual». Extractivismo, política y sociedad: 187-225. 2009.
- «Buen Vivir: Today's tomorrow». Development (en inglés) 54 (4): 441-447. 2011. ISSN 1461-7072. doi:10.1057/dev.2011.86.
- «Buen vivir: germinando alternativas al desarrollo». ". América Latina en Movimiento, ALAI (462): 1-20. 2011.

## Abreviatura (zoología)
La abreviatura Gudynas  se emplea para indicar a Eduardo Gudynas como autoridad en la descripción y taxonomía en zoología.